# 塔爾巴哈台國家公園
47°17′N 81°50′E / 47.283°N 81.833°E

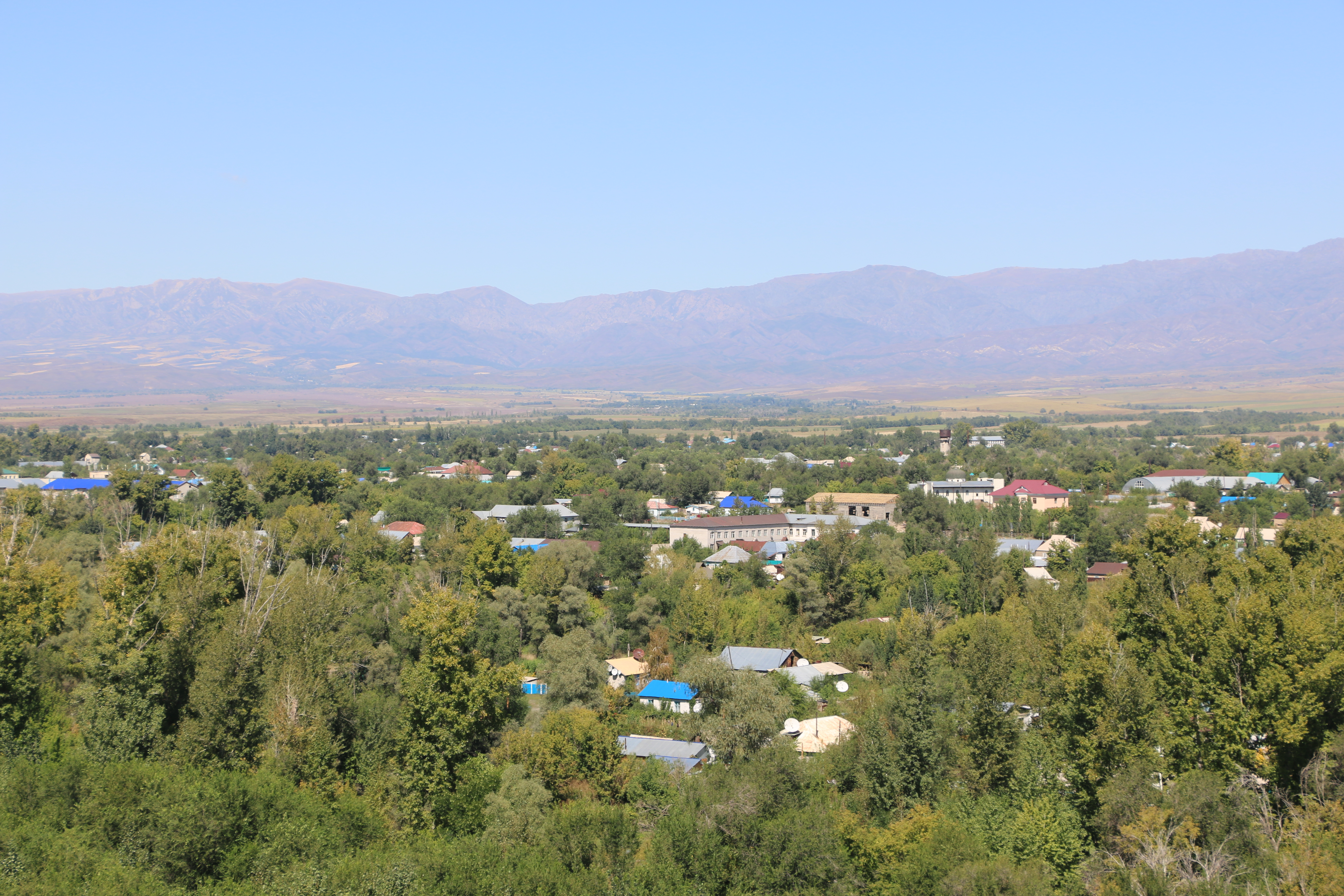

塔爾巴哈台國家公園是哈薩克的國家公園，位於該國東部，處於東哈薩克斯坦州，成立於2018年6月27日，面積1,364平方公里，有23種爬蟲類、19種魚類、270種鳥類和80種哺乳類動物棲息。